# Pier Emilio Bassi
Pier Emilio Bassi (Martinengo, 13 aprile 1920 – Milano, 28 marzo 2009) è stato un pianista, compositore e direttore d'orchestra italiano.

## Biografia
Bimbo prodigio, iniziò ad esibirsi in pubblico all'età di 9 anni, suonando il pianoforte; si trasferì poi a Milano per proseguire gli studi, diplomandosi in pianoforte al Conservatorio Giuseppe Verdi e studiando medicina (senza terminarla) all'Università.
Iniziò a comporre canzoni nel 1942 (il primo successo è Chiaro di luna per il Trio Lescano), suonando contemporaneamente in un'orchestra jazz di cui facevano parte, oltre allo stesso Bassi, altri pionieri del jazz italiano come Arturo Prestipino al violino, Eridano Ronchi al clarinetto e sassofono tenore, Giuseppe "Beppe" Termini al contrabbasso. Nel dopoguerra ottenne nuovamente successo con Non avevo che te per Marisa Fiordaliso, seguito da altri brani per Nilla Pizzi, Natalino Otto, Liliana Feldmann e Giorgio Consolini.
Nel 1952 partecipò al Festival di Sanremo con Vecchie mura (con testo di Filibello), interpretata da Achille Togliani, che si classificò all'ottavo posto.
Diresse inoltre l'Orchestra della Rai in alcune trasmissioni televisive, accompagnando tra gli altri Adriano Celentano e Mina.
Nello stesso periodo si dedicò anche alla composizione di quattro colonne sonore : Il tempo si è fermato di Ermanno Olmi; L'inferno addosso di Gianni Vernuccio; Il posto di Ermanno Olmi; Whisky a mezzogiorno di Pasquale Vincenzo Oscar De Fina.
Agli inizi degli anni '60 venne chiamato dal cantante Enzo Amadori come direttore artistico (insieme a Vigilio Piubeni) della Arlecchino, la casa discografica fondata dallo stesso Amadori.
Si dedicò inoltre alla composizione di jingle pubblicitari, tra cui Plasmon, Bialetti, Salami Negroni (con il celebre slogan Le stelle sono tante milioni di milioni, la stella di Negroni vuol dire qualità, citato anni dopo anche da Francesco De Gregori in Niente da capire e dai Camaleunti in Giapponesi, Giapponesi): jingles prodotti da Alberto Centofanti per lo studio Foxtrot audio .
Scrisse anche alcune canzoni per lo Zecchino d'Oro (nel 1960 con Al castel di Barbablù, su testo di Laura Zanin e nel 1962 con Bimbi in pigiama, su testo di Tony Martucci), dando vita, quando il concorso venne trasferito a Bologna nel 1964, insieme allo stesso Martucci ad un concorso analogo, l'Ambrogino d'oro.
Nel 1990, dopo essersi ritirato a vita privata, si sposò con Marisa Maffina.

## Programmi radiofonici RAI
- Ulisse aveva uno zio, commedia musicale di Antonio Amurri, musiche originali di Pier Emilio Bassi, compagnia di rivista di Milano, regia di Renzo Tarabusi 1956
- Giochiamo alla Roulotte, avventuroso musicale di Antonio Amurri e Mario Brancacci, Compagnia di rivista di Milano, con l'orchestra di Pier Emilio Bassi, regia di Giulio Scarnicci, estate 1956.

## Varietà televisivi RAI
- Una voce nella sera, varietà musicale, con Tina De Mola, Teddy Reno, Jia Thamoa, Katina Ranieri, Achille Togliani, Rino Salviati, Nicla Di Bruno, Claudio Villa, Jula de Palma, Giustino Durano, orchestre dirette da Gianni Ferrio e Pier Emilio Bassi, regia di Antonello Falqui, Carla Ragionieri e Lydia C. Ripandelli, trasmesso dal 1º gennaio 1956 al 22 giugno 1957.

## Le principali canzoni scritte da Pier Emilio Bassi
| Anno | Titolo                       | Autori del testo                                | Autori della musica                             | Interpreti                      |
| ---- | ---------------------------- | ----------------------------------------------- | ----------------------------------------------- | ------------------------------- |
| 1942 | Chiaro di luna               | Bixio Cherubini                                 | Pier Emilio Bassi                               | Trio Lescano                    |
| 1952 | Ninna nanna ai sogni perduti | Mario Panzeri e Gian Carlo Testoni              | Pier Emilio Bassi                               | Nilla Pizzi                     |
| 1952 | Vecchie mura                 | Filibello                                       | Pier Emilio Bassi                               | Achille Togliani                |
| 1954 | Callisto il pittore          | Filibello, Giovanna Colombi e Pier Emilio Bassi | Filibello, Giovanna Colombi e Pier Emilio Bassi | Achille Togliani                |
| 1960 | Perderti                     | Pinchi                                          | Pier Emilio Bassi                               | Arturo Testa e Tonina Torrielli |
| 1962 | Whisky a mezzogiorno         | Laura Zanin                                     | Pier Emilio Bassi                               | Diana Diaz                      |
| 1962 | Cinque minuti                | Lamberto Pellini                                | Pier Emilio Bassi                               | Diana Diaz                      |
| 1964 | Sulla neve con me            | Laura Zanin                                     | Pier Emilio Bassi                               | Roberta Mazzoni                 |